# Fatima Ezzahra Gardadi
Fatima Ezzahra Gardadi (* 20. März 1992 in Safi) ist eine marokkanische Leichtathletin, die sich auf den Langstreckenlauf spezialisiert hat. 2023 gewann sie die Bronzemedaille im Marathonlauf bei den Weltmeisterschaften in Budapest. Ihr Ehemann Mustapha Houdadi ist ebenfalls als Langstreckenläufer aktiv.

## Sportliche Laufbahn
Erste Erfahrungen bei internationalen Meisterschaften sammelte Fatima Ezzahra Gardadi im Jahr 2017, als sie bei den Spielen der Frankophonie in Abidjan in 35:51,41 min den fünften Platz im 10.000-Meter-Lauf belegte und über 5000 Meter nicht ins Ziel kam. 2019 wurde Gardadi marokkanische Meisterin im 5000-Meter-Lauf und gewann bei den Arabischen Meisterschaften in Kairo in 17:37,28 min die Bronzemedaille im 5000-Meter-Lauf hinter der Bahrainerin Winfred Yavi und ihrer Landsfrau Kaoutar Farkoussi und 2021 siegte sie in 34:58,10 min bei den Arabischen Meisterschaften in Radès über 10.000 Meter und belegte dort in 16:58,40 min den vierten Platz über 5000 Meter. 2023 siegte sie in 2:25:03 h beim Rabat-Marathon und anschließend sicherte sie sich bei den Arabischen Meisterschaften in Marrakesch in 1:17:05 h die Silbermedaille im Halbmarathon hinter ihrer Landsfrau Rkia el-Moukim. Im August gewann sie bei den Weltmeisterschaften in Budapest in 2:25:17 h die Bronzemedaille im Marathon hinter den Äthiopierinnen Amane Beriso und Gotytom Gebreslase. Im Jahr darauf wurde sie bei den Olympischen Sommerspielen in Paris in 2:26:30 h Elfte.

## Persönliche Bestleistungen
- 1500 Meter: 4:27,64 min, 30. Juni 2019 in Sidi Kacem
- 3000 Meter: 9:34,50 min, 9. April 2017 in Casablanca
- 5000 Meter: 15:24,99 min, 20. Februar 2022 in Sidi Kacem
- 10.000 Meter: 32:20,73 min, 2. Februar 2022 in Rabat
- Halbmarathon: 1:10:28 h, 5. Dezember 2021 in Tamesna
- Marathon: 2:24:12 h, 7. Januar 2024 in Xiamen